# Champagne (pokrajina)
Champagne (Šampanja) jest povijesna pokrajina na sjeveroistoku Francuske, najpoznatija po proizvodnji pjenušavog bijelog vina koje nosi ime po ovoj pokrajini. Najznačajniji gradovi su: Troyes, Reims i Épernay, a njen zapadni rub je tek oko 160 km istočno od Pariza. Većina ove pokrajine je dio današnje francuske administrativne pokrajine Champagne-Ardenne, kome pripadaju četiri departmana: Aube,  Ardennes, Haute-Marne i Marne.

## Povijest
Povijest ove regije seže još od doba antike. U rimsko doba, grad Reims (latinski: Durocortorum) je bio raskrižje putova i najnaseljeniji grad sjeverno od Rima. Naziv Champagne dolazi od latinskog Campania i iz sličnosti između brežuljaka pokrajine i talijanske pokrajine Campania koja se nalazi južno od Rima.
Još od 496. godine, kada je u Reimsu kršten Clovis I., u tom gradu su se krunili kraljevi Francuske. Od 10. st. Champagne je postala posjed francuskih kraljeva, i to zahvaljujući braku Jovane od Šampanje i Filipa od Francuske. Pokrajina Champagne je osnovana 1065. u blizini grada Provins i sastojala se od različitih županija bivšeg kraljevstva Austrazije. Od tada joj vladaju knezovi Champagne. Nekoliko vojvoda Champagne su bili i francuski kraljevi pa čak i neki od njih kralj Francuske i Navare (Teobald I.). Vojvode od Champagne su smatrane visokim francuskim plemstvom. God. 1285. kraljem je postao Filip IV. Lijepi i do njegove smrti 1314. Champagne je imala autonomiju, a onda ju je njegov sin Luj X. definitivno priključio Francuskoj.
U kasnom srednjem vijeku pokrajina je postala slavna po svojim sajmovima koji su bili vrlo važni u gospodarstvu zapadnih društava. Viteška romantika je također nastala u županiji Champagne u djelima poznatog pisca Chrétiena de Troyesa koji je opjevao „Priče Okruglog stola” i Arturove legende.

## Vinska pokrajina
Zakoni EU i legislatura većine zemalja rezerviraju termin "Champagne" isključivo za vina koja dolaze s ovog područja. Vinogradarske granice šampanjca zakonski su definirane i podijeljene u pet okruga za proizvodnju vina unutar upravnih pokrajina: Aube, Côte des Blancs, Côte de Sézanne, Montagne de Reims i Vallée de la Marne. Gradovi Reims i Epernay su komercijalni centri ovog vinskog područja.
Klima u regiji je umjereno blaga, kreće se od 2 °C tijekom siječnja do 18 °C tijekom srpnja. Prosječna godišnja temperatura je 10 °C. Padaline su umjerene (između 550 i 700mm godišnje). Ovi uvjeti, zajedno s povijesnim razvojem doveli su do razvoja jedinstvenog vinogradarskog tla (terroir) u ovoj regiji. Zahvaljujući blizini Pariza vinogradarstvo doživljava gospodarski procvat u 17. i 18. stoljeću, od kada se proizvodi i slavni pjenušac. Najzastupljenije vrste grožđa su: Chardonnay (uglavnom u regiji Côte des Blancs), Pinot noir (uglavnom u regijama Aube i Montagne de Reims) i Pinot Meunier (uglavnom u regiji Vallée de la Marne).
God. 2015. UNESCO je upisao stare vinograde, vinarije i podrume na popis mjesta svjetske baštine u Europi. Zaštićeni su mjesta nastanka Šampanjca (sekundarnom fermentacijom u bocama) iz 17. st. i mjesta rane industrijalizacije iz 19. st.: Hautvilliers, Aÿ i Mareuil-sur-Aÿ, Saint-Nicaise Hill u Reimsu, i Avenue de Champagne i Fort Chabrol u Epernayu. Povijesni vinogradi na brežuljcima, vinarije sa svojim podrumima i prodajna mjesta predstavljaju cjelukupni proces proizvodnje vina Champagne regije što svjedoči o razvoju veoma jedinstvene majstorske aktivnosti koja je prerasla u agro-industrijski poduhvat.
S 282.37 km² vinograda pokrajina je 2001. god. prodala 263 milijuna boca vina, od kojih je 37.6% izvezeno.